# Guy Adolphe Arrault
Guy Adolphe Arrault est un métallurgiste et  minéralogiste français né le 26 février 1806 à Toucy et mort le 26 février 1861 à Toucy. Ingénieur des mines, il fut maire de Toucy et membre et secrétaire du Conseil général de l'Yonne.

## Biographie
Né à Toucy en 1806 d’une ancienne famille de la contrée, il est le fils de Melchior Arrault (1769-1849), dit d'Herbemont, écuyer, juge de paix, maire de Toucy, et d'Agathe Robinet de Malleville (1786-1855). Guy-Adolphe fait ses études au collège d’Auxerre. Élève brillant, il en sort en 1822 pour suivre des cours de philosophie et de mathématiques au Lycée Saint-Louis à Paris. L’année suivante, il est admis au concours général pour les mathématiques élémentaires.
Après de sérieuses études préparatoires, il est reçu en 1826, en tant qu’élève externe à l’École royale des mines à Paris. Les cours pratiques de l’École des mines conduisent Arrault à des visites d’usines métallurgiques, notamment en Allemagne en compagnie d’Auguste Laurent, un de ses condisciples de l’école. Pour ce stage qui dure 6 mois en 1828, Arrault s’est muni de plusieurs lettres de recommandation pour les principaux savants d’Allemagne. C’est ainsi qu’il fait la connaissance du professeur Wilhelm August Lampadius (en), célèbre métallurgiste de Freiberg. À la fin de ses études, Arrault obtient son diplôme d’ingénieur et sort major de sa promotion, son camarade Laurent est second.
Après une période professionnelle qui le mène dans le Morbihan, il clôt sa courte carrière de métallurgiste en publiant en 1840, une traduction du Manuel de Métallurgie générale du professeur Lampadius avec ses ajouts des mises à niveau actuelles.
Cette même année est marquée par son retour à Toucy où il se marie. En 1842, il est élu au Conseil général de l'Yonne.
Il rédige un mémoire sur les ocrières de Pourrain Diges et Parly, et sert de guide à Alexandre Leymerie et Victor Raulin, célèbres géologues. En 1845, il est nommé membre de la Société géologique de France et en 1847, il devient le vice-président de la Société des sciences historiques et naturelles de l'Yonne.
Ses qualités personnelles sont reconnues et appréciées ; en 1848, il est nommé maire de Toucy.
Trois ans plus tard, il sait mettre en évidence son sang-froid face à l’épreuve. Après le coup d’État du 2 décembre 1851 mené par le futur Napoléon III, les zones rurales partout en France se soulèvent pour défendre la république. Dans l’Yonne aussi, le 6 décembre 1851, quelques centaines de paysans armés convergent vers la ville de Toucy pour s’emparer de la mairie. Face à eux, quelques soldats commandés par un officier les attendent place de l’hôtel de ville. Le maire Arrault tente alors de dissuader les révoltés de continuer leur marche, mais quelques coups de feu éclatent. La troupe met alors en joue cette foule menaçante. Arrault, courageusement, lance alors un cri : « Ne tirez pas ». Les soldats repoussent alors de leur baïonnette les assaillants, qui rapidement se dispersent. Le calme revient. Pour cet acte courageux et sur proposition du président de la République Louis Napoléon le  5 janvier 1853, Arrault est nommé chevalier de l’Ordre national de la Légion d’honneur. Son mandat de maire se poursuit jusqu’en 1860.
Il décède à Toucy  le 25 février 1861.

## Œuvres
Traduction du Manuel de Métallurgie générale du professeur Lampadius avec ajouts des mises à niveau actuelles.

## Hommage
Il existe une rue Arrault à Toucy, elle aboutit à la Place de la République